# 曼努埃尔·佩雷拉
曼努埃尔·佩雷拉（西班牙語：Manuel Pereira，1961年6月18日—），西班牙男子击剑运动员。他曾获得1989年世界击剑锦标赛男子重剑个人冠军。他也参加了1988年和1992年夏季奥运会。